# Parambu
Parambu é um município brasileiro do estado do Ceará, localizado na microrregião do Sertão de Inhamuns, a uma altitude de 478 metros acima do nível do mar. Sua população em 2022 era de 31 445 habitantes. Distante cerca de 406 km da capital Fortaleza, o acesso é feito através das rodovias BR-020 e CE-277.

## Etimologia
O topônimo Parambu vem do tupi para (rio) e juru ou yuru (o que ronca), significando "rio roncador".
Sua denominação original era Fazenda Cachoeirinha, depois São Pedro da Cachoeira, em seguida São Pedro da Cachoeirinha, Cachoeirinha e, desde 30 de dezembro de 1943, Parambu.

## História
Parambu localiza-se no território que foi habitado, antes da chegada das entradas vindas do Pernambuco, pelos índios jucás, Candandus e Inhamuns. Com a doação de sesmarias ao longo do rio Puiú ao Sr. Manoel de Sousa Vale e sua esposa Leonarda Bezerra Vale, Pais de Maria Madalena de Sousa Vale, foi construída a Fazenda Cachoeirinha. Maria Madalena era esposa do Sr. Enéas de Castro Feitosa no primeiro matrimônio do mesmo em que fixaram sua residência na sede da fazenda e doou 6,4 hectares de terras e edificou uma capela para São Pedro. Assim, disseminaram a criação de gado bovino na região, formado em torno das fazendas de gado e da capela, cujo patrimônio foi doado em 1772 por Enéas de Castro Feitosa. Chamou-se primitivamente Cachoeirinha e logo depois São Pedro da Cachoeira, sucessivamente. Dessa capela e fixação de novos gergamentos, gerou-se a povoação, se bem que em ritmo lento e de progresso igualmente ronceiro.

### Origem histórica e política
Com um aglomerado de residências, começou a se formar uma vila. A vila pertencia politicamente a administração de Tauá. Fazendo parte do Distrito de Marrecas. No dia 2 de agosto de 1929, através da lei estadual nº2677, foi escolhido sede do Distrito e denominou-se São Pedro da Cachoeirinha.
No dia 28 de março de 1936 nas eleições municipais de Tauá, elegeu-se o Sr. José Noronha de Meneses vereador pelo Distrito.
O decreto nº 448 de 30 de dezembro de 1943 simplificou o nome sendo apenas cachoeirinha e posteriormente denominou-se Parambu.
Em 1946 elegeu-se vereador pelo Distrito Parambu o Sr. Nelson Zacarias Noronha sendo reeleito em 50 e 54. Na eleição de 54 elegeram-se vereadores: Inácio Ferrer Feitosa, José de Araújo Feitosa, José Permino Noronha, Nelson Zacarias de Noronha e Odilom Vieira Gomes.
Em 1954 iniciaram a campanha para emancipação política do Distrito.
O município de Tauá criou as subprefeituras e Parambu teve os subprefeitos: Antonio Adil Nóbrega da Veiga, Joaquim Augusto Bezerra, José Noronha Menezes, Cazé Noronha, Baiardo Moreira, Joaquim Carlos, Padre Argemiro Rolim de Oliveira e Joaquim Solano Feitosa.
No dia 28 de fevereiro de 1954 aconteceu o plebiscito que teve 904 votos a favor e 1 contra e assim, Parambu passou a categoria de município, ficando o nome Parambu (de origem indígena, pequena cachoeira).
Parambu foi criado pela lei Nº 3338 de 15 de setembro de 1956 e instalado simbolicamente em 22 de outubro de 1956, onde o governador Paulo Sarasati nomeou o prefeito interino, o Sr. Joaquim Solano Feitosa que renunciando, o Padre Argemiro Rolim de Oliveira assumiu a prefeitura.
No dia 4 de agosto de 1957 foi o município instalado oficialmente e realizadas as primeiras eleições municipais, tendo sido eleito o Sr. Francisco Alves Teixeira primeiro prefeito municipal, sem vice-prefeito.

## Geografia

### Clima
O município possui o clima tropical quente semiárido com precipitação média de 662,3 mm com chuvas concentradas de janeiro a abril. O tipo climático de Parambu, de acordo com a classificação climática de Köppen-Geiger, é o Bsw'h' com período chuvoso iniciando-se em janeiro e fevereiro, prolongando-se até maio, sendo os meses mais secos agosto, setembro e outubro. Também caracterizado por escassez de chuvas e grande irregularidade em sua distribuição, baixa nebulosidade, forte insolação, índices elevados de evapotranspiração, temperaturas médias elevadas (por volta de 27 °C) e por vezes chuvas torrenciais.

### Hidrografia e recursos hídricos
As principais fontes de água de Parambu fazem parte da bacia do Alto Jaguaribe, sendo os rios e riachos de maior expressão: o rio Puiú, o rio Jucá, riachos São José, do Cordão, do Coronzó, do Rosário, Capivara, Riachão, São Gonçalo e João da Costa. Os açudes de maior porte são Espírito Santo, Monte Sion, Jucá e Parambu. O município é dotado de 132 poços tubulares, 58 poços Amazonas e 3 fontes naturais.

### Geologia, relevo e solos
Ocorrem na área terrenos pré-cambrianos, caracterizados por uma predominância de biotitagnaisse, com ocorrências restritas de migmatitos e granitos. Próximos às margens dos rios, observa-se a presença de aluviões (Quaternário), formado por sedimentos de granulometria variável, predominando de forma geral, os argilosos. 
Morfologicamente, o relevo está caracterizado por um modelado suave, geralmente sub-aplainado, fundamentalmente homogêneo, apresentando formas colinosas cujas elevações são pouco acentuadas e com vertentes algo arredondadas e suaves; em alguns locais, as rochas graníticas adquirem maiores altitudes. Sobressaindo-se desse comportamento, ocorrem eventualmente, formas residuais de antiga superfície de erosão, como os “hogbacks”, reflexo de tipos litológicos mais resistentes como quartzitos e gnaisse fortemente quartzosos. 
A menor altitude encontra-se em torno dos 300 metros e a maior altitude fica em torno dos 800 metros (Serra da Ibiapaba/Serra Grande/Serra dos Cariris Novos), próximo da fronteira do Ceará com o Piauí.
Os tipos de solos que ocorrem na região são variados, com predomínio das seguintes classes de solos: Argissolos, Neossolos litólicos, Latossolos, Neossolos flúvicos, Planossolos e Vertissolos. 
As principais elevações são as serras: dos Cariris Novos (Batistas, Paulos, Moças, Meio, Baixões, Cariás) e Serra da Charita.

### Vegetação
A vegetação natural está bastante alterada pela ação antrópica. Nas porções mais baixas é composta por caatinga arbustiva aberta, com variação para a caatinga arbórea (ou floresta caducifólia espinhosa); nas vertentes e altos é composta de floresta subcaducifólia tropical pluvial e no planalto encontra-se carrasco(vegetação arbustiva densa, com caules finos, xerófila). É comum a presença de plantas como o juazeiro, angico, catingueira, mandacaru, marmeleiro-do-mato, aroeira, oiticica, imburana, jucá e umbuzeiro.

### Subdivisão
Formado na sua zona rural por 9 distritos: Parambu (sede), Cococi, Monte Sion, Novo Assis, Gavião, Miranda, Riachão, Oiticica, Campo Grande.
Na zona urbana pelos 15 bairros: Centro, Brasilia, Cachimbo I, Cachimbo II, Beleza, Queimada Grande, São Cipriano, Juazeiro, Vila Nova, Planalto, Caixa D'Água, Severino Alves Pereira, Horacio Alves Noronha, Alto da Bela Vista, Santa Rita.

### Economia
- Agricultura: milho, feijão, castanha de caju, mandioca, mamona, banana, cana-de-açúcar e coco.
- Pecuária: bovinocultura, ovinocultura, caprinocultura, suinocultura, avicultura e apicultura.
- Minérios: em suas terras foram registradas a ocorrência de barita, com maior potencialidade nas localidades Cococi, Canaã, Aldeota, Veados e Tabuleiros. Também grandes jazidas de calcita encontrado sob forma cristalina, cianita, ametista e turmalina. Detectadas ocorrências de minério de ferro, cobre e jazidas de rochas ornamentais (conglomerados Ju Bordeaux e Bordeaux Terracota) no distrito do Cococi.
- Turismo: Os principais locais turísticos do município de Parambu são: Buraco da Velha (caverna entre o sertão e a região serrana), cidade fantasma de Cococi famosa por filmes como Lua Cambará: Nas Escadarias do Palácio e minissérie como O Quinto dos Infernos, além da cidade fantasma destaca-se as festas de São Pedro, Parambu Fest e Vaquejadas.

## Cultura
- Gastronomia: O município é representado por pratos como o "baião de dois" (de fava ou feijão), queijo coalho, carneiro assado na brasa, farinha branca de mandioca, "tapioca da serra", mel de abelha, doce de leite com queijo coalho e doce de caju.
- Patrimônio histórico: Igreja de Nossa Senhora da Conceição na vila do Cococi, cuja construção foi iniciada por volta de 1720.
- Patrimônio arqueológico: "Buraco da Velha" (caverna) com desenhos rupestres, feitos por populações autóctones em tempos imemoriais, na Serra dos Lopes(Serra dos Cariris Novos).
- Patrimônio paleontológico: Sítio fossilífero pleistocênico com a presença de fósseis de elefante pré-histórico (mastodonte), na localidade Canabrava(distrito do Cococi).
- Reserva Particular do Patrimônio Natural: Localizada na fazenda Olho D´água do Urucum (distrito do Cococi), criada em 1991, tem uma área de 2.610 hectares com fitosionomia e fauna típica da caatinga. É uma propriedade particular gravada com perpetuidade, por iniciativa do proprietário, que objetiva preservar a biodiversidade.

### Eventos
Os principais eventos culturais são:
- Festa do padroeiro São Pedro (junho);
- Vaquejadas (junho);
- Parambu Natalino (dezembro);
- Festa do Município (setembro);
- Festa de Nossa Senhora da Conceição — Cococi (dezembro);
- Festa de São Francisco — Monte Sion e Novo Assis (outubro).

## Formação administrativa
- Distrito criado com a denominação de São Pedro da Cachoeirinha, pela lei estadual nº 2677, de 02-08-1929, com terras desmembradas do distrito de Marrecas, subordinado ao município de Tauá.
- Em divisão administrativa referente ao ano de 1933, o distrito de São Pedro da Cachoeirinha, figura no município de Tauá.
- Assim permanecendo em divisões territoriais datadas de 31-XII-1936 e 31-XII-1937.
- Pelo decreto estadual nº 448, de 20-12-1938, o distrito de São Pedro da Cachoeirinha passou a denominar-se simplesmente Cachoeirinha.
- No quadro fixado para vigorar no período de 1939-1943, o distrito já denominado Cachoeirinha figura no município de Tauá.
- Pelo decreto-lei estadual nº 1114, de 30-12-1943, o distrito de Cachoeirinha passou a denominar-se Parambu.
- Em divisão territorial datada de 1-VII-1950, o distrito já denominado Parambu, figura no município de Tauá.
- Assim permanecendo em divisão territorial datada de 1-VII-1955.
- Elevado à categoria de município com a denominação de Parambu, pela lei estadual nº 3338, de 15-09-1956, desmembrado de Tauá. Sede no antigo distrito de Parambu. Constituído de 2 distritos: Parambu e Cococi, ambos desmembrado de Tauá. Instalado em 14-09-1957.
- Pela lei estadual nº 3858, de 17-10-1957, desmembra do município de Parambu o distrito de Cococi. Elevado à categoria de município.
- Em divisão territorial datada de 1-VII-1960, o município é constituído do distrito sede.
- Assim permanecendo em divisão territorial datada de 31-XII-1968.
- Pela lei estadual nº 8339, de 14-12-1965, o município de Parambu adquiriu o extinto município de Cococi, como simples distrito.
- Pela lei estadual nº 7160, de 10-01-1964, foram criados os distritos de Monte Sion e Novo Assis e anexado ao município de Parambu.
- Em divisão territorial datada de 31-XII-1968, o município é constituído de 4 distritos: Parambu, Cococi, Monte Sion e Novo Assis.
- Assim permanecendo em divisão territorial datada de 18-VIII-1988.
- Pela lei municipal nº 303, de 10-08-1990, é criado o distrito de Miranda e anexado ao município de Parambu.
- Pela lei municipal nº 304, de 10-08-1990, é criado o distrito de Gavião e anexado ao município de Parambu.
- Em divisão territorial datada de 1991, o município é constituído de 6 distritos: Parambu, Cococi, Gavião, Miranda, Monte Sion e Novo Assis.
- Pela lei municipal nº 326, de 20-06-1991, é criado o distrito de Oticica e anexado ao município de Parambu.
- Em divisão territorial datada de 1995, o município é constituído de 7 distritos: Parambu, Cococi, Gavião, Miranda, Monte Sion, Novo Assis e Oiticica.
- Assim permanecendo em divisão territorial datada de 2007.
- Em divisão territorial datada de 2020, o município é constituído de 9 distritos: Parambu, Cococi, Gavião, Miranda, Monte Sion, Novo Assis, Oiticica, Riachão e Campo Grande.
- Assim permanecendo em divisão territorial datada de 2023.